# 피노 도르도니
주세페 "피노" 도르도니(이탈리아어: Giuseppe "Pino" Dordoni, 1926년 6월 28일 ~ 1998년 10월 24일)는 이탈리아의 육상 선수로 주로 50km 경보에 참가했다.

## 인물 정보
피아첸차에서 태어난 도르도니는 1952년 헬싱키 올림픽에 참가하여 남자 50km 경보 종목에서 금메달을 획득하였다. 1950년에는 유럽 챔피언이 되었다.

## 국내 선수권
도르도니는 26회의 국내 선수권을 우승하였다.
- 10000m 경보 11회 우승 (1946, 1947, 1948, 1949, 1950, 1951, 1952, 1953, 1954, 1955, 1957)
- 20km 경보 10회 우승 (1947, 1948, 1949, 1950, 1952, 1953, 1954, 1955, 1956, 1957)
- 50km 경보 5회 우승 (1949, 1950, 1952, 1953, 1954)